# سيزار فيدال (مغني)
سيزار فيدال (بالسويدية: César Vidal)‏ هو مغني سويدي، ولد في 28 مايو 1970.